# Track Top-40
Track Top-40는 덴마크의 음악 차트이다. 매주 목요일 자정에 상위 40곡이 웹사이트에 공개된다. 주간 싱글 차트는 Track Top-40 이라고 하며, 다운로드와 CD · 레코드 판매량에서 가장 많이 팔린 40곡이 선정된다. 차트의 집계는 IFPI에서 위탁받은 Nielsen Music Control이한다.

## 같이 보기
- 트래크리스텐